# 2. division (håndbold)
 For alternative betydninger, se 2. division. (Se også artikler, som begynder med 2. division)
2. division er den tredjeøverste række i håndboldens danmarksturnering hos begge køn.

## Afviklingen af turneringen
Håndboldens 2. division består som udgangspunkt (hold kan have udtrådt) af 3 puljer med 12 hold i hver. Dette gør sig gældende hos begge køn. Man møder hver modstander én gang ude og én gang hjemme. Dette giver – med 12 hold i rækken – 22 kampe.

## Oprykning til 1. division
Når alle kampene er afviklet, rykker vinderen af hver pulje direkte op i 1. division, såfremt det er et førstehold. Hvis det er et andethold, er det ikke oprykningsberettiget og må derfor forblive i 2. division. Det næsthøjest placerede, oprykningsberettigede hold skal ud i et kvalifikationsgruppespil sammen med de to andre tilsvarende hold fra de andre puljer, hvor de spiller om retten til at møde et 1. divisionshold ude og hjemme. Hvis vinderen af en pulje i grundspillet ikke er oprykningsberettiget, skal det højest placerede oprykningsberettige hold ud i denne kvalifikation.
De tre hold mødes ude og hjemme. Dette giver fire kampe. Efter disse kampe skal nr. 1 møde det lavest rangerende af de to hold fra 1. division, der skal ud i kvalifikationskampe, mens nr. 2 skal møde det højest rangerende hold fra 1. division, der skal ud i kvalifikationskampe. 2. divisionsholdet spiller hjemme først og ude sidst. Holdet med den største målforskel efter disse to kampe spiller i 1. division i den efterfølgende sæson, mens den samlede taber spiller i 2. division den efterfølgende sæson.

## Nedrykning til 3. division
De hold, der slutter på eller under 11.-pladsen, rykker direkte ned i 3. division. Nummer 10 i hver pulje skal spille mod et hold fra 3. division, for at undgå nedrykning

## Eksterne links
- Op- og nedrykning i dansk håndbold Arkiveret 17. januar 2022 hos  Wayback Machine